# Episodi di Numb3rs (seconda stagione)
La seconda stagione della serie televisiva Numb3rs, composta da 24 episodi, è stata trasmessa in prima visione negli Stati Uniti d'America dal 23 settembre 2005 al 19 maggio 2006.
In Italia è andata in onda su Rai 2 dal 8 luglio al 17 settembre 2007 con due episodi a settimana.
| nº | Titolo originale    | Titolo italiano          | Prima TV USA      | Prima TV Italia   |
| -- | ------------------- | ------------------------ | ----------------- | ----------------- |
| 1  | Judgment Call       | La vendetta              | 23 settembre 2005 | 8 luglio 2007     |
| 2  | Better or Worse     | Il rapimento             | 30 settembre 2005 | 8 luglio 2007     |
| 3  | Obsession           | La minaccia              | 7 ottobre 2005    | 15 luglio 2007    |
| 4  | Calculated Risk     | La truffa del secolo     | 14 ottobre 2005   | 15 luglio 2007    |
| 5  | Assassin            | L'attentato              | 21 ottobre 2005   | 22 luglio 2007    |
| 6  | Soft Target         | Gas letale               | 4 novembre 2005   | 22 luglio 2007    |
| 7  | Convergence         | La rapina                | 11 novembre 2005  | 29 luglio 2007    |
| 8  | In Plain Sight      | Sensi di colpa           | 18 novembre 2005  | 29 luglio 2007    |
| 9  | Toxin               | Il negoziatore           | 25 novembre 2005  | 5 agosto 2007     |
| 10 | Bones of Contention | Antico reperto           | 9 dicembre 2005   | 5 agosto 2007     |
| 11 | Scorched            | Inferno sulla terra      | 16 dicembre 2005  | 12 agosto 2007    |
| 12 | The OG              | Omicidi a catena         | 6 gennaio 2006    | 12 agosto 2007    |
| 13 | Double Down         | Il segreto di Larry      | 13 gennaio 2006   | 19 agosto 2007    |
| 14 | Harvest             | Traffico di organi       | 27 gennaio 2006   | 19 agosto 2007    |
| 15 | The Running Man     | Falsa identità           | 3 febbraio 2006   | 26 agosto 2007    |
| 16 | Protest             | Una questione in sospeso | 3 febbraio 2006   | 26 agosto 2007    |
| 17 | Mind Games          | Triplo omicidio          | 10 marzo 2006     | 27 agosto 2007    |
| 18 | All's Fair          | Delitto d'onore          | 31 marzo 2006     | 27 agosto 2007    |
| 19 | Dark Matter         | Sangue innocente         | 7 aprile 2006     | 3 settembre 2007  |
| 20 | Guns and Roses      | Omicidio o suicidio?     | 21 aprile 2006    | 3 settembre 2007  |
| 21 | Rampage             | Attacco all'FBI          | 28 aprile 2006    | 10 settembre 2007 |
| 22 | Backscatter         | Frode su Internet        | 5 maggio 2006     | 10 settembre 2007 |
| 23 | Undercurrents       | Influenza aviaria        | 12 maggio 2006    | 17 settembre 2007 |
| 24 | Hot Shot            | Serial killer            | 19 maggio 2006    | 17 settembre 2007 |

## La vendetta
- Titolo originale: Judgment Call
- Diretto da: Alex Zakrzewski
- Scritto da: Ken Sanzel

### Trama
La moglie di un giudice viene uccisa nel suo garage sull'auto di suo marito. Don e la sua squadra controllano i casi del giudice per determinare se uno dei suoi verdetti può condurre all'assassino.
- Altri interpreti: Sarah Carter (Nadine Hodges)
- Riferimenti matematici: Scatterplot, Filtro bayesiano, Teoria decisionale, Calcolo combinatorio e Pi greco

## Il rapimento
- Titolo originale: Better or Worse
- Diretto da: J. Miller Tobin
- Scritto da: Andrew Dettman

### Trama
Una donna tenta di rapinare una gioielleria a Beverly Hills consegnando al proprietario del negozio un foglietto con scritto che deve consegnare i diamanti se vuole riavere la moglie e la figlia. Dopo la consegna dei diamanti, la donna viene colpita e uccisa da una guardia di sicurezza della gioielleria. Don dovrà scoprire dove si trovano i due rapiti.
- Altri interpreti: Jay Karnes (Martin Rausch)
- Riferimenti matematici: Teoria della complessità computazionale, Serie di Farey, Automa cellulare

## La minaccia
- Titolo originale: Obsession
- Diretto da: John Behring
- Scritto da: Robert Port

### Trama
L'FBI indaga su una popolare cantante minacciata da un intruso in casa sua, la quale rivela di aver ricevuto numerose lettere minatorie.
- Riferimenti matematici: Teorema della galleria d'arte (per scoprire punti ciechi all'interno di un luogo sorvegliato), Astronomia sferica

## La truffa del secolo
- Titolo originale: Calculated Risk
- Diretto da: Bill Eagles
- Scritto da: J. David Harden

### Trama
Don e Megan sono chiamati sulla scena dell'omicidio di una CFO di una potente azienda produttrice di energia - che doveva testimoniare contro i suoi colleghi indagati per una grossa truffa finanziaria - è assassinata davanti alla sua casa e suo figlio è l'unico testimone.
- Riferimenti matematici:algoritmi di potatura, Probabilità condizionata

## L'attentato
- Titolo originale: Assassin
- Diretto da: Bobby Roth
- Scritto da: Nicolas Falacci e Cheryl Heuton

### Trama
L'ultimo membro di una famiglia di politici colombiani è il bersaglio di un attentato imminente sul suolo statunitense. Don, con David Sinclair ed il nuovo agente dell'FBI Colby Granger, scopre un codice segreto durante l'incursione e chiede l'aiuto del Charlie per decifrarlo.
- Riferimenti matematici: Crittografia, Aeroplanino di carta, Teoria dei giochi

## Gas letale
- Titolo originale: Soft Target
- Diretto da: Andy Wolk
- Scritto da: Don McGill

### Trama
Una lunga serie di esercitazioni contro il terrorismo sono programmate dalla Homeland Security a Los Angeles, ma la prima esercitazione viene violata da qualcuno che libera un gas potenzialmente mortale.
- Riferimenti matematici: percolazione

## La rapina
- Titolo originale: Convergence
- Diretto da: Dennis Smith
- Scritto da: Nicolas Falacci e Cheryl Heuton

### Trama
Don investiga su una serie di infrazioni domestiche in cui i ladri rubano soltanto gli articoli high-end dagli individui ricchi. Nel frattempo, un vecchio avversario di Charlie mette in discussione un suo vecchio lavoro.
- Riferimenti matematici: Data mining, traiettoria di un proiettile

## Sensi di colpa
- Titolo originale: In Plain Sight
- Diretto da: John Behring
- Scritto da: Julie Hébert

### Trama
Megan si ritiene responsabile della morte di un agente a seguito di un'esplosione in una casa dove era la responsabile dell'operazione per catturare un sospetto spacciatore.
- Riferimenti matematici: Emergenza, Steganografia

## Il negoziatore
- Titolo originale: Toxin
- Diretto da: Jefery Levy
- Scritto da: Ken Sanzel

### Trama
Don apprende che qualcuno sta avvelenando i medicinali di una ditta farmaceutica dopo che quattro persone quasi muoiono per l'alterazione.
- Riferimenti matematici: Teoria dell'informazione, Entropia (teoria dell'informazione), Teoria dei grafi, Problema dei ponti di Königsberg, Bolla di sapone.

## Antico reperto
- Titolo originale: Bones of Contention
- Diretto da: Jeannot Szwarc
- Scritto da: Christos Gage e Ruth Fletcher

### Trama
Una donna ricercatrice, specializza nelle antichità dei nativi americani, è attaccata ed uccisa al museo mentre stava cercando di datare un antico reperto. Il museo è situato in territorio federale, per questo l'FBI è incaricata del caso.
- Riferimenti matematici: Diagramma di Voronoi, Metodo del carbonio-14,

## Inferno sulla terra
- Titolo originale: Scorched
- Diretto da: Norberto Barba
- Scritto da: Sean Crouch

### Trama
Un incendiario, ritenuto di far parte di un gruppo di ambientalisti integralisti, dà fuoco ad una concessionaria d'automobili dove uccide un commesso.
- Riferimenti matematici: Combustione, Analisi delle componenti principali

## Omicidi a catena
- Titolo originale: The OG
- Diretto da: Rod Holcomb
- Scritto da: Andrew Dettman

### Trama
Un membro di una banda viene trovato morto. Don, con la sua squadra, scopre che la vittima era un agente dell'FBI che agiva sotto copertura.
- Riferimenti matematici: Distribuzione di Poisson, Analisi della regressione, Rete sociale
- Musica. Nei primi minuti della puntata, è presente la canzone Remember The Name dei Fort Minor

## Il segreto di Larry
- Titolo originale: Double Down
- Diretto da: Alex Zakrzewski
- Scritto da: Don McGill

### Trama
Indagando sull'omicidio di uno studente, Don scopre che le vite di molti studenti del college sono  in pericolo.
- Riferimenti matematici: Analisi multivariata, Caso (filosofia)

## Traffico di organi
- Titolo originale: Harvest
- Diretto da: John Behring
- Scritto da: J. David Harden

### Trama
Un'adolescente asiatica del sud viene trovata nello scantinato di hotel, apparentemente sembra che sia stata torturata. Le indagini presto riveleranno che la ragazza, con altre tre donne mancanti, è vittima del mercato nero degli organi.
- Riferimenti matematici: Modello di Markov nascosto, Diversità genetica

## Falsa identità
- Titolo originale: The Running Man
- Diretto da: Terrence O'Hara
- Scritto da: Ken Sanzel

### Trama
Un sintetizzatore del DNA con la capacità di modificare le malattie viene rubato dalla città universitaria in cui Charlie insegna, Don teme che i ladri possano essere terroristi che vogliono iniziare o avanzare un programma di bio-guerra.
- Guest star: Charlie Hofheimer (Ron Allen)
- Riferimenti matematici: Legge di Benford, Frazione continua

## Una questione in sospeso
- Titolo originale: Protest
- Diretto da: Dennis Smith
- Scritto da: Nicolas Falacci e Cheryl Heuton

### Trama
Un pedone perde la vita quando una bomba artigianale esplode sotto un'automobile fuori da un centro di reclutamento dell'esercito in città. La ricerca rivela che un attentato simile si è verificato esattamente 35 anni fa ad un ufficio della ROTC e che ha ucciso due agenti.
- Riferimenti matematici: Teoria dei grafi

## Triplo omicidio
- Titolo originale: Mind Games
- Diretto da: Peter Markel
- Scritto da: Andrew Dettman

### Trama
Tre donne, immigrate clandestine, vengono trovate morte su un terreno di proprietà dello Stato in una zona isolata. Don investiga e apprende che un sensitivo ha condotto la polizia sulla scena del crimine dopo aver avuto delle visioni riguardanti i cadaveri delle donne. Charlie è estremamente infastidito dal fatto che Don si avvalga dell'aiuto del sensitivo per risolvere il caso e rifiuta di riconoscere che i sensitivi esistano.
- Guest star: John Glover (sensitivo).
- Riferimenti matematici: Equazione Fokker-Planck

## Delitto d'onore
- Titolo originale: All's Fair
- Diretto da: Rob Morrow
- Scritto da: Julie Hébert

### Trama
Per trovare l'assassino di una donna irachena, Don chiede l'aiuto della cugina della vittima, che vive a Los Angeles. Attraverso la cugina della donna, Don acquisisce informazioni sul collegamento preoccupante della donna con la Guardia repubblicana irachena, in grado di condurre al suo assassino.
- Riferimenti matematici: Sudoku, Regressione logistica

## Sangue innocente
- Titolo originale: Dark Matter
- Diretto da: Peter Ellis
- Scritto da: Don McGill

### Trama
Don e la sua squadra indagano su una sparatoria in una scuola.
- Guest star: Sonya Walger (Susan Berry)
- Riferimenti matematici: Radio Frequency IDentification, Ottimizzazione

## Omicidio o suicidio?
- Titolo originale: Guns and Roses
- Diretto da: Stephen Gyllenhaal
- Scritto da: Robert Port

### Trama
Un'agente dell'ATF viene trovata morta in casa sua. La donna è una ex compagna di Don.
- Riferimenti matematici: Effetto Doppler, DNA

## Attacco all'FBI
- Titolo originale: Rampage
- Diretto da: J. Miller Tobin
- Scritto da: Ken Sanzel

### Trama
Un uomo ingaggia una sparatoria all'interno del palazzo dell'FBI. Si indaga su cosa lo abbia spinto a quel gesto.
- Riferimenti matematici: Teoria del caos, Moto browniano, Ipercubo, Auto-organizzazione

## Frode su Internet
- Titolo originale: Backscatter
- Diretto da: Bill Eagles
- Scritto da: Nicolas Falacci e Cheryl Heuton

### Trama
Un'organizzazione criminale ordina a dei ragazzi di commettere frodi in Internet sui conti bancari. Don è uno dei bersagli.
- Riferimenti matematici: Teoria dei giochi a squadre

## Influenza aviaria
- Titolo originale: Undercurrents
- Diretto da: J. Miller Tobin
- Scritto da: J. David Harden

### Trama
Cinque ragazze cinesi, di cui una con l'influenza aviaria vengono trovate morte sulla spiaggia. Si indaga da dove possano venire.
- Riferimenti matematici: Metodo Kasiski, Crittografia, Ching

## Serial killer
- Titolo originale: Hot Shot
- Diretto da: John Behring
- Scritto da: Barry Schindel

### Trama
Due donne vengono trovate morte in auto in stato di apparente overdose. Mentre Don indaga Charlie ha un sogno su sua madre.
- Riferimenti matematici: Probabilità